# 騎士パズマン

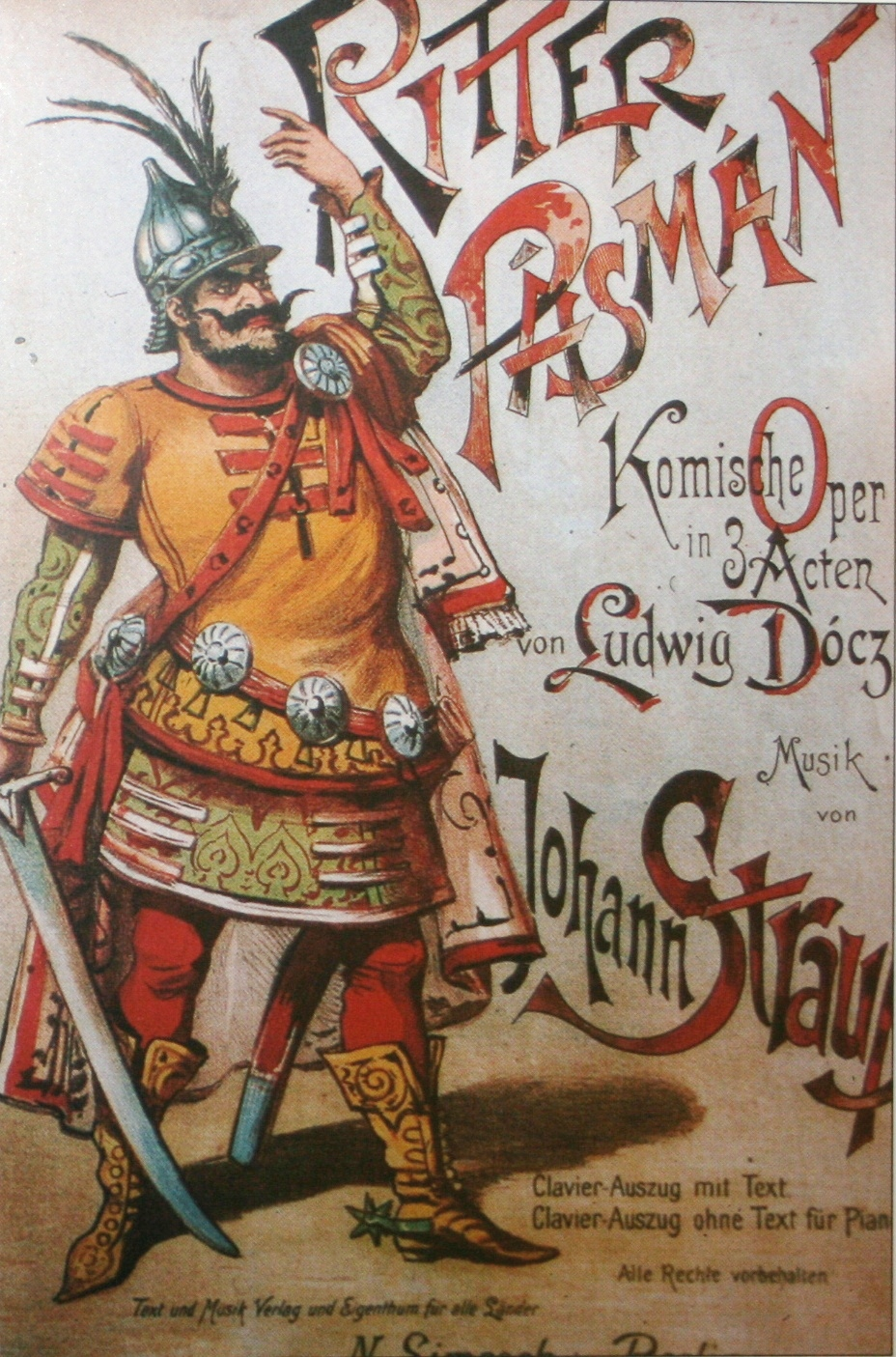
オペラ『騎士パズマン』

『騎士パズマン』（ドイツ語: Ritter Pasman）作品441は、ヨハン・シュトラウス2世が作曲した全3幕のオペラであり、シュトラウス2世の手掛けた唯一のオペラである。1892年1月1日にウィーン宮廷歌劇場で初演された。

## 制作の経緯
1881年冬、リング劇場で大火災が発生し、約400名もの犠牲者が出た。当時ウィーンではオペレッタの人気が低迷しつつあり、「ウィーンの劇場史上最悪の惨事」といわれたこの事故がさらにオペレッタ不振に拍車をかけた。安全性を確保できないオペレッタから離れていった市民が代わりに目を向けたのは、上流階級のための娯楽であるオペラであった。
しかし、当時一世を風靡していたグランド・オペラは「重厚長大」さを売り物にしたオペラで、上演時間はむやみに長く、オーケストラや合唱はひたすら重々しい響きを奏でていた。それまで軽快なオペレッタに親しんでいた大多数の市民にとって、これは非常に退屈なものであった。中には、客席に姿を見せた社交界の有名人を眺めるなどして過ごし、舞台を見ようともしない観客すらいた。この傾向を受けて、オペラ劇場の幹部はとうとうヨハン・シュトラウス2世に作曲依頼をするに至った。
シュトラウスは、オペレッタよりも作曲に慎重を期し、3年にもわたる作曲推敲期間をかけてこの仕事に取り組んだ。こうして完成したのがオペラ『騎士パズマン』である。このオペラは、1892年1月1日にウィーン宮廷歌劇場で初演されることとなった。

## 物語

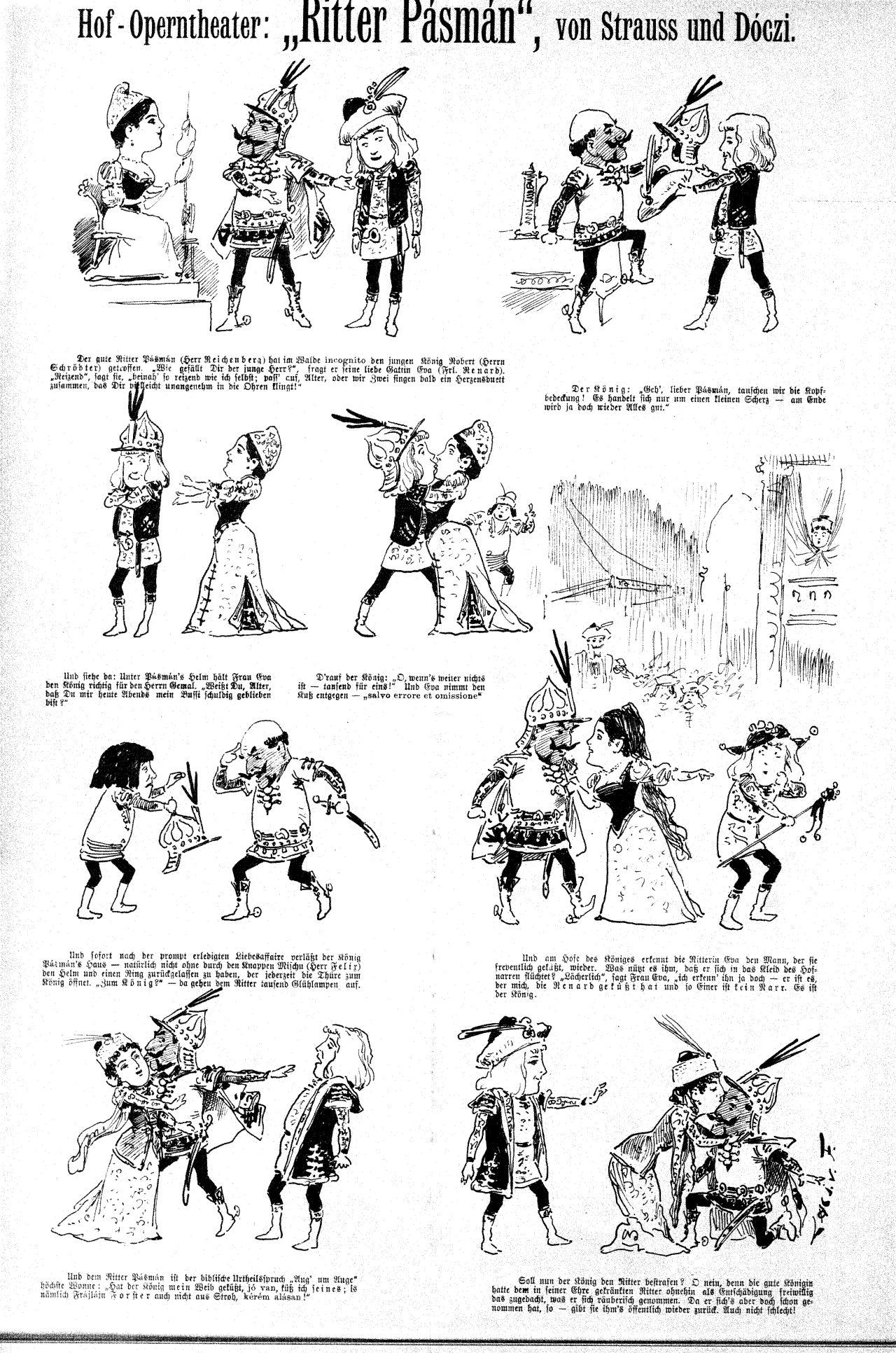
物語の戯画

ハンガリー国王が、家臣の騎士パズマンの領地に狩りに出かけ、その居城にしばらく滞在する。その間に王は彼の美しい妻に惹かれてしまい、騎士の留守中に彼女に言い寄って額にキスをする。この様子を騎士の従者が見ており、王が去った後で従者は騎士に密告した。
怒った騎士は復讐しようと王を追い、裁判官に訴える。裁判官は騎士が王妃の額に接吻するよう判決を下したが、そのとき王が現れて不埒なやつと抗議する。それを王妃が諫め、王妃みずから騎士の額に接吻する。

## 評価
シュトラウスの音楽は好評を博したが、肝心な台本がありきたりすぎて、あまりに拙劣なものだった。王が家臣の妻の額に接吻し、家臣が王妃の額に接吻して一矢報いようとする騒動が延々と続くだけのこのオペラが成功するはずがなかった。2月5日の第7回公演をもって、ウィーン宮廷歌劇場での上演は打ち切りとなる。それによって、シュトラウスは多額の借財を抱えることになり、その後は同オペラのプラハ上演に向けて奔走することになる。しかし、プラハでもやはり成功せず、3年にもわたって作曲されたこのオペラは、わずか9回上演されただけでお蔵入りとなってしまった。
批評家エドゥアルト・ハンスリックは、オペラそのものへの言及はほとんどなしに、「第3幕のバレエは、スコアのなかでひときわ輝く至宝であり、こんにちでは彼が最も効果的なバレエを書くことができる唯一の作曲家である」と述べ、劇中のバレエ音楽を賞賛している。なお、ハンスリックのこの批評にシュトラウスは激怒し、翌2月のコンコルディア舞踏会にてポルカ・マズルカ『公平な批評』作品442を発表し、ハンスリックへの強烈な抗議を行った。この時点のシュトラウスはバレエ音楽に嫌悪感を抱いており、その作曲に手を染めるつもりは毛頭なかったのである。

## 騎士パズマンのチャールダーシュ 作品441
オペラそのものは失敗だったが、第3幕で演奏されるチャールダーシュ（ハンガリーの舞曲の一種、チャルダッシュとも）は傑作と評価され、『騎士パズマンのチャールダーシュ』としてオペラと同様に「441」の作品番号が付されている。
ウィーンフィル・ニューイヤーコンサートに登場した際の情報は、以下の一覧を参照。